# الإنكار الناعم لتغير المناخ
يشكل الإنكار الناعم لتغير المناخ (والذي يطلق عليه أيضًا الإنكار الضمني لتغير المناخ) حالة ذهنية تعترف بوجود الاحتباس الحراري العالمي بصورة مجردة في حين تظل إلى حد ما في حالة إنكار نفسي أو فكري جزئي لحقيقته أو تأثيره. ويتناقض مع الإنكار التقليدي «القاسي» لتغير المناخ، والذي يشير إلى التنصل الصريح من الإجماع على وجود الاحتباس الحراري أو أسبابه أو تبعاته (بما في ذلك تأثيره على المجتمع البشري).
يشبه الإنكار الناعم التنافر المعرفي: على الرغم من فهم وقبول الإجماع العلمي حول تغير المناخ باعتباره صحيحًا إلى حد كبير، فإن الشخص الذي يعاني من إنكار مناخي «ناعم» قد يتصرف كما لو أن وجود ظاهرة الاحتباس الحراري أو شدتها ليست حقيقية تمامًا. قد يتجاهل الشخص الذي يعاني من الإنكار الناعم لظاهرة الاحتباس الحراري مدى حتميتها، ويخطئ في تقدير مخاطرها، ويبالغ في تقدير مدى الارتياب العلمي، ويقلل من شأن مدى التغيير الاجتماعي المطلوب للتخفيف بشكل فعال من تغير المناخ. بالإضافة إلى ذلك، قد يفضل المرء التقاعس عن العمل، أو تأجيل العمل المناخي، أو الحفاظ على الوضع الراهن إلى درجة غير معقولة، أو قد يفشل ببساطة في التصرف بشأن القضية بسبب اللامبالاة أو انفصاله عن القضية. حتى بعض أشكال النشاط غير المنتج يمكن اعتبارها إنكارًا ناعما. وبوجه أعم، يمكن أن يشير إنكار المناخ الناعم إلى أي إنكار معتدل أو جزئي لتغير المناخ.
يرجع لمايكل هوكستر الفضل في إضفاء الطابع الرسمي على تعريف إنكار المناخ الناعم في سبتمبر 2016، على الرغم من أن المصطلح كان قيد الاستخدام في وقت سابق. إذ نشأ مصطلح «الشكوكية الجديدة» قبل شهر في مجلة ساينس. ففي حين أن الإنكار الناعم للمناخ يشير عمومًا إلى حالة ذهنية أو مجموعة من المعتقدات، فإن الشكوكية الجديدة تصف مجموعة متعمدة من الاستراتيجيات الخطابية التي يتبناها معارضو سياسة التخفيف من آثار تغير المناخ. على الرغم من أن الشكوكيين الجدد لا ينكرون وجود ظاهرة الاحتباس الحراري تمامًا، لكنهم يخطئون في توقعاتهم الأكثر تفاؤلًا والأقل تخريبًا ويعارضون سياسة التخفيف باعتبارها غير فعالة أو مكلفة أو كليهما. يرتبط كل من الإنكار الناعم للمناخ والشكوكية الجديدة بسياسات الاحتباس الحراري، والجدل السياسي (وليس العلمي) بشأن الاحتباس الحراري، ودراسة الاتصالات البيئية.

## تطور المصطلحات
صيغ مصطلح «الشكوكية الجديدة» في ورقة سياسة نشرت في عدد أغسطس 2016 من مجلة ساينس. لهذا المصطلح تداخل كبير مع «الإنكار الناعم لتغير المناخ». كتب الورقة بول ستيرن من المجلس الوطني للبحوث وثلاثة مؤلفين آخرين، قال المقال إن المعارضة لسياسة المناخ بدأت تأخذ «تحولًا منمقُا بعيدًا عن الشكوكية الصريحة»: وبدلًا من إنكار وجود ظاهرة الاحتباس الحراري، «شككوا في حجم المخاطر وأكدوا أن الحد منها ينطوي على تكاليف أكثر من الفوائد». وفقًا للمؤلفين، فإن ظهور الشكوكية الجديدة «زاد من الحاجة إلى العلم لتوجيه عملية صنع القرار في ظل الارتياب، وتحسين الاتصال، والتعليم».
وهناك مجموعة من التغييرات المتوقعة التي ستنجم عن الاحتباس الحراري ومجموعة متنوعة من سياسات التخفيف الممكنة. فالخلاف حول كفاية سياسة معينة أو الجدوى منها أو ملائمتها ليس بالضرورة شكوكية جديدة. لكن تتميز الشكوكية الجديدة بالفشل في تقدير المخاطر المتزايدة المرتبطة بالتأخير في العمل. ميّز غافين شميت «التفاؤل العقلاني» عن الشكوكية الجديدة، ووصف الأخير بأنه شكل من أشكال الانحياز التأكيدي والميل إلى «أخذ أدنى حد ضمن نطاق معقول دائمًا كما الإنجيل». يخطئ الشكوكيون الجدد في التفكير في التوقعات الأقل اضطرابًا والسياسات الأقل نشاطًا، وعلى هذا النحو، يتجاهلون أو يسيئون فهم النطاق الكامل للمخاطر المرتبطة بالاحتباس الحراري. ويتجاهلون التكاليف المرتبطة بالتأخير والتقاعس عن العمل.

## العوامل التي تساهم في إنكار المناخ الناعم
في مقالته الثانية عن الموضوع، ذكر هوكستر في ملاحظته العديد من المعتقدات أو الأنماط الفكرية التي تميل إلى المساهمة في إنكار المناخ الناعم:
1. العزلة والتجزئة النفسية -تفتقر أحداث الحياة اليومية عادة إلى ارتباط واضح بالاحتباس الحراري. على هذا النحو، يقسم الناس وعيهم للاحتباس العالمي على أنه معرفة مجردة دون اتخاذ أي إجراء عملي. يحدد هوكستر العزلة/التجزئة باعتبارهما الجانب الأكثر شيوعًا للإنكار الناعم.
2. «العناية المناخية»- في مجتمع ما بعد الصناعة، تؤدي وسائل الراحة الحديثة والانفصال عن الطبيعة إلى افتراض أن المناخ «متوفر» للبشر، بغض النظر عن التغيرات الجذرية. على الرغم من التسمية المرتبطة بمعتقد موجود في بعض أشكال المسيحية، يستخدم هوكستر المصطلح في سياق علماني ويربطه بمركزية الإنسان.
3. «التدرج الكربوني»- افتراض بأن الاحتباس العالمي يمكن معالجته من خلال إجراء «تعديلات» طفيفة على فترات زمنية طويلة. قد تكون مقترحات التغيير الجذري أكثر واقعية، لكنها تبدو «متطرفة» بالمقارنة.
4. الاستبدالية- نزعة بين الأشخاص المنخرطين في السياسة «لاستبدال قضية ناشطة سامية وموجودة مسبقًا» بدلًا من التحدي الأكثر إلحاحًا المتمثل في التخلص التدريجي من الوقود الأحفوري. يربط هوكستر الاستبدالية بالاشتراكية البيئية، واللاسلطوية الخضراء، وحركة العدالة المناخية، التي قال إنها تميل إلى إعطاء الأولوية «للمخاوف المحمودة والمهمة بشأن العدالة البيئية وعدم المساواة» على حساب النضال المستقبلي لتحقيق الاستقرار في المناخ.
5. الاستذهان- إن التعامل مع تغير المناخ في سياق أكاديمي في المقام الأول يجعل من القضية مسألة تجريدية، ويفتقر إلى المحفزات العميقة التي تدفع الناس إلى اتخاذ إجراءات ملموسة.
6. الإقليمية -التركيز على التغييرات «الصغيرة» لتحسين البيئة المحلية للفرد هو استجابة حسنة النية ولكنها محدودة لمشكلة بحجم الاحتباس الحراري.
7. «النرجسية الأخلاقية أو الفكرية»- نشوء شعور في غير محله بالتفوق على منكري المناخ «القاسي»، قد يتوصل المنكرون الناعمون إلى الاعتقاد بأن مجرد الاعتراف بوجود تغير المناخ أو التعبير عن القلق يكفي بحد ذاته.
8. «تأكيد النظرة العالمية الموجودة مسبقًا»- بسبب القصور الذاتي الإدراكي، قد يفشل الناس في دمج أهمية أو حجم تغير المناخ في إطار معتقداتهم الحالية ومعارفهم وأولوياتهم.
9. المليارية- يصبح النشطاء مذهولين برؤية التحول الجوهري النهائي في المجتمع، ليحل محل العمل الملموس الهادف على المستوى اليومي.
10. الطائفية- قد ينشغل النشطاء برؤية معينة لسياسة المناخ وينغمسون في نرجسية الفروق الصغيرة، والمناقشات المضجرة، والفرضيات البعيدة على حساب النشاط الأكثر إنتاجية.
11. «الالتزام بمذهب اللذة»- الرعب الذي يلوح في الأفق من تغير المناخ يمكن أن يطغى عاطفيًا على الشخص وقد يدفعه إلى التراجع عن اللذة لصالح المناخ. بالتناوب، قد ينغمس الناس في أنشطة ممتعة ويشعرون بالقلق من أنها قد لا تكون متاحة بسهولة في مجتمع مستقبلي يتكيف مع تغير المناخ.
12. «الوفاق مع العدمية، والانهزامية، والاكتئاب»- من وجهة نظر هوكستر، تظل العدمية الحقيقية نزعة داخل الإنكار «القاسي»؛ ومع ذلك، قد يتقبل الأشخاص الذين يشعرون بالضعف أو الإرهاق بشأن تغير المناخ التعايش مع مثل هذه العدمية لكن بصعوبة.

وفقًا لآن باسيك، يمكن أن تؤدي صعوبة فهم الحجم الهائل للاحتباس الحراري وتأثيراته إلى اعتقاد صادق (وإن لم يكن قائمًا على أساس غير سليم) بأن التغييرات الفردية في السلوك سوف تكفي لمعالجة المشكلة دون الحاجة إلى مزيد من التغييرات الهيكلية الأساسية. من الناحية السياسية، يمكن أن ينبع الإنكار الناعم للمناخ من مخاوف بشأن اقتصاديات الاحترار العالمي والآثار الاقتصادية لتغير المناخ، لا سيما القلق من أن التدابير القوية لمكافحة الاحتباس الحراري أو التخفيف من آثاره ستعيق النمو الاقتصادي بشكل خطير.